# ایوان پاسکویچ
ایوان فئودوروویچ پاسکویچ-ایروانسکی، شاهزاده آرام ورشو (به روسی: Иван Фёдорович Паскевич-Эриванский, светлейший князь Варшавский؛ ۱۹ مه ۱۷۸۲ – ۱ فوریهٔ ۱۸۵۶) سردار روسی و فرماندهٔ جنگ دوم ایران و روس بود که به واسطهٔ پیروزی در سال ۱۸۲۸ به لقب کنت ایروان و در سال ۱۸۳۱ به عنوان نایب‌السلطنه پادشاهی لهستان مزین شد. پاسکویچ در ارتش‌های روسیه تزاری، پروس و اتریش لقب فیلد مارشال دریافت کرده بود.

## زندگی
پاسکویچ در پولتاوا در اوکراین از خاندان اشرافی با نژاد کازاک‌های زاپاروژی زاده شد. به ارتش پیوست و در سال ۱۸۰۰ جزو نیروهای محافظ شخصی تزار شد. اولین تجربه جنگ او در ۱۸۰۵ در نبرد استرلیتز بود که نیروهای روس برای کمک به ارتش اتریش رفته بودند و از ناپلئون شکست خوردند. از ۱۸۰۷ تا ۱۸۱۲ در جنگ روسیه و عثمانی حضور داشت و از خود هوش و شجاعت زیادی را نشان داد که به همین دلیل در سی سالگی‌اش به مقام ژنرالی رسید. در سال‌های ۱۸۱۲ تا ۱۸۱۴ در جنگ با فرانسه حضور داشت و به مقام سپهبدی رسید.

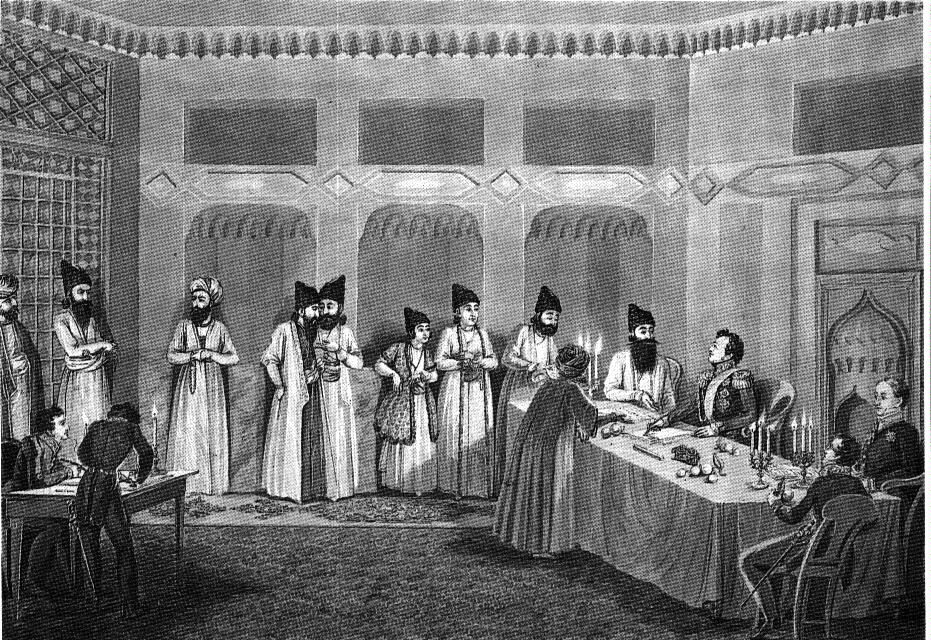
نگاره‌ای از قرارداد ترکمنچای

با شروع جنگ دوم ایران و روسیه در سال ۱۸۲۶ از سوی نیکلای یکم فرماندهی بخشی از سپاهیان این کشور را در تازش به قفقاز عهده‌دار بود. در سال ۱۸۲۶ در نزدیکی گنجه شکست سختی به نیروهای زیر فرماندهی عباس میرزا وارد کرد. در همان سال عباس میرزا را تا چورس عقب راند و خود تا آذربایجان پیشروی کرد و از رود ارس گذشت. در ۱۸۲۷ امپراتور روسیه، یرمولف را برکنار نمود و اختیارات وی را در فرماندهی نیروها به پاسکویچ سپرد.
در پاییز ۱۸۲۷ پاسکویچ توانست ایروان را بگشاید. در پی این پیروزی امپراتور روسیه بدو نشان سن‌گئورگ و لقب کُنت ایروان را اعطا نمود. پاسکویچ سپس مرند را گشود و در اکتبر همان سال تبریز را فتح کرد. پس از آن در دهخوارقان با عباس میرزا مذاکره کرد که بی‌نتیجه ماند. در ۱۸۲۸ اردبیل را گشود، در جریان این فتح کتاب‌های نفیس آرامگاه شیخ صفی‌الدین اردبیلی را به سن‌پترزبورگ فرستاد. سرانجام با میانجی‌گری وزیرمختار انگلیس جان مکدونالد کینر دو طرف در روستای ترکمانچای قرارداد صلح بستند.
در غائلهٔ کشتن گریبایدوف پاسکویچ که خویشاوندی هم با کشته‌شده داشت کوشش‌هایی برای ختم داستان نمود.
پس از ترکمنچای پاسکویچ متوجه جنگ با عثمانی شد و دژ نستوه قارص را گشود. سپس سراسر پاشانشین بایزید را تسخیر نمود. در دسامبر ۱۸۲۹ او بایبورد را نیز تصرف کرد. جنگ‌های روس و عثمانی در این مقطع با قرارداد آدریانوپول به پایان‌رسید و ایوان پاسکویچ به پاس پیروزی‌های به دست آمده در سن ۴۷ سالگی به درجهٔ فیلدمارشالی رسید. پس از آن در سال ۱۸۳۰ او درگیر جنگ قفقاز گشت و با کمک یک روحانی شیعه ایرانی به نام میر فتاح آقا توانست نفوذ و اقتدار امپراتوری روسیه را در نواحی تازه تصرف شده برقرار کند و تا سال‌ها نواحی مسلمان نشین قفقاز را تابع و آرام نگاه دارد.
مدتی بعد پاسکویچ به لهستان گسیل شد تا شورش لهستانی‌ها را بخواباند که او پس از ده ماه با پیروزی در نبرد ورشو در این راه کامیاب شد و لقب شاهزادهٔ ورشو را دریافت نمود. در ۱۸۳۲ او نایب‌السلطنه لهستان شد و تا ۱۸۵۶ با این لقب بر لهستان فرمانروایی می‌کرد که در میان لهستانی‌ها به شب پاسکویچ معروف است و در آن سرکوب شدیدی بر اقتصاد و سیاست لهستان جهت اجرا سیاست‌های روسی‌سازی اعمال شد.
میان سال‌های ۱۸۴۸–۱۸۴۹ پاسکویچ فرماندهی نیروهای کمکی روس به امپراتوری اتریش در فروخواباندن شورش مجارستان را به عهده داشت و در سال ۱۸۵۴ فرماندهی ارتش دانوب در مراحل اولیه جنگ کریمه را بر دوش داشت که در ۹ ژوئن مجروح شد و به خاک روسیه بازگشت که در ۱۸۵۶ در شهر ورشو درگذشت.

## خیانت میرفتاح
پانزده روز پس از صدور حکم جهاد و آغاز جنگ از طرف مجتهدین نجف و ایران، لشکر روسیه تزاری به فرماندهی ژنرال پاسکویچ وارد تبریز شد، میرفتاح به همراه جمع بزرگی از مردم شهر به پیشباز لشکر اشغالگر شتافت. وی حتی برای یاری رساندن بیشتر به روس‌ها، مردم را بر ضد عباس میرزا شوراند؛ کار تا جایی پیش رفت که مقلدینش کاخ عباس میرزا را غارت کردند و انبارهای آذوقه، اسلحه‌خانه‌ها و زرادخانه‌ها (به ویژه کارخانه توپ‌ریزی) را دست‌نخورده تحویل سپاهیان روسیهٔ تزاری دادند.

## کمک به میرفتاح
در سال ۱۸۲۸ م، پس از پیروزی روسیه در جنگ دوم روسیه و ایران (۱۸۲۶–۱۸۲۸) و واگذاری سرزمین‌های نهایی ایران در منطقه بزرگ قفقاز پاسکوویچ که فرماندار کل وقت در مناطق تازه فتح شده بود نامه‌ای به روسیه نوشت و پیشنهاد کرد که میرفتاح، به ریاست علمای مسلمان قفقاز برگزیده شود. روسیه قبلاً در سال ۱۷۹۴ مجمعی را در کریمه ایجاد کرده بود تا دولت را با اتباع مسلمان خود پیوند دهد و رفتار آن‌ها تغییر کند. پاسکویچ امیدوار بود که با کمک میرفتاح بتواند سهم ارزشمندی در تحکیم قدرت روسیه در قفقاز داشته باشد. میرفتاح شیعه بود و اکثریت مسلمانان قفقاز سنی بودند و دولت روسیه متوجه شد که فقط شخصیت‌های مذهبی از قفقاز می‌توانند نفوذ قابل توجهی در منطقه داشته باشند.
با این وجود، میرفتاح به ریاست این مجلس روحانی در سراسر قفقاز منصوب شد و ساکن تفلیس در گرجستان شد و تا ده سال نیز بر اساس نظریات خود بر دولت اثر داشت. او با ساکت نگه داشتن جمعیت شیعه در قیام مریدی ۱۸۲۹ در قفقاز شمالی، ارزش خود را برای روس‌ها ثابت کرد، حتی بسیاری را متقاعد کرد که در میان صفوف روسیه بجنگند.